# Marmereend
De marmereend (Marmaronetta angustirostris) is een vogel uit de familie van de Anatidae (Anatidae) die voorkomt in Zuid-Europa, het Midden-Oosten en Zuidwest-Azië.

## Kenmerken
De marmereend is 39 tot 42 cm lang en heeft een spanwijdte van 63 tot 70 cm. De eend is lichtbruin van kleur met witachtige vlekken over heel zijn lijf en een donkere vlek aan de zijkant van de kop. De vleugels zijn lang en zonder spiegel, de snavel lang, dun en zwart. De staart is lang, de poten zijn zwart. Het mannetje is te herkennen aan de verlengde veren aan de achterkant van zijn kop, als een soort beginnende kuif. Het vrouwtje heeft op de snavelbasis een groene vlek en mist de verlengde veren achter op de kop.

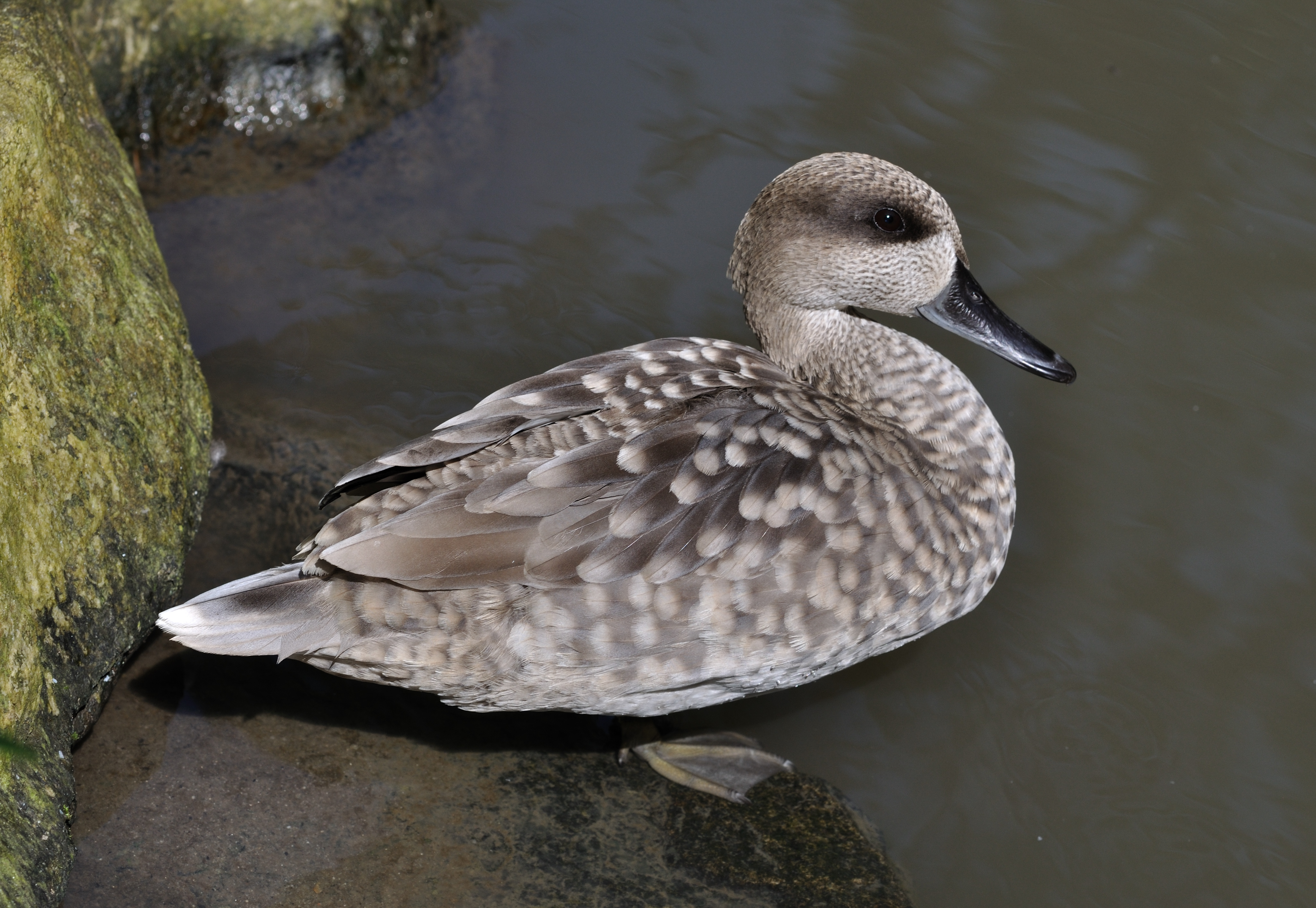

## Verspreiding en leefgebied
De eend komt voor in Zuid-Spanje, Turkije, Marokko, Algerije, Tunesië, het Midden-Oosten en Zuidwest-Azië tot in Pakistan.
De marmereend trekt onregelmatig over korte afstanden, meestal blijft hij echter 's winters aan de kust of aan de rand van meren, in de ondiepe delen. In het broedseizoen verblijven en nestelen ze in ondiepe, kleine plassen met veel oever- en onderwatervegetatie of op rustige zijrivieren in verder vrij droge gebieden.
In Nederland is de marmereend een dwaalgast met slechts één gedocumenteerde waarneming uit 2004 in Gelderland.

## Broeden
De marmereend broedt alleen of soms in kleine groepen in de struiken bij een meer of kleine plas, soms in vochtige graslanden. De 7-12 geel- of bruinachtige eieren worden gelegd in juni of juli en in 25-27 dagen door het vrouwtje uitgebroed. De mannetjes verzamelen zich tussentijds om te ruien en nemen slechts af en toe de broedzorg waar. Bij gevaar vliegt het mannetje luid roepend om de vijand heen. Wanneer de jongen zijn uitgekomen, leidt het vrouwtje ze naar het water en verzorgt ze tot ze kunnen vliegen.

## Voedsel
Plantendelen, zaden, waterinsecten, larven, weekdieren en andere waterbeestjes.

## Status
De grootte van de populatie werd in 2016 geschat op 55.000 tot 61.000 individuen. De marmereend gaat in aantal achteruit in de kern van het overwinteringsgebied door aantasting van het leefgebied. Draslanden worden daar drooggelegd en omgezet landbouwgrond. Om deze redenen staat de marmereend als gevoelig op de Rode Lijst van de IUCN.